# Juldasch Achunbabajew

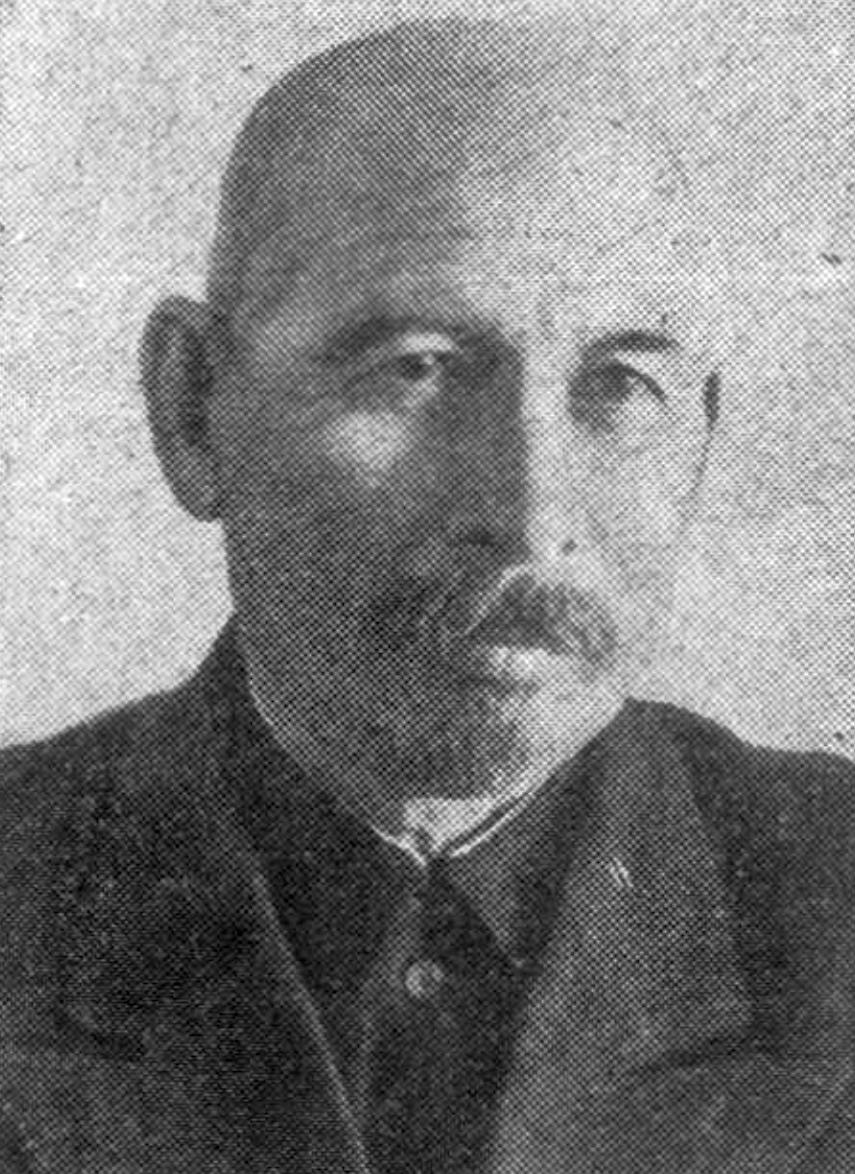
Juldasch Achunbajew

Juldasch Achunbabajew (usbekisch Йўлдош Охунбобоев Yoʻldosh Oxunboboyev, russisch Юлдаш Ахунбабаев; * 1. Julijul. / 13. Juli 1885greg. in Dschoi-Basar bei Margilan; † 28. Februar 1943 in Taschkent) war ein sowjetisch-usbekischer Politiker. Er war von 1925 bis 1943 Vorsitzender des Zentralexekutivkomitees bzw. des Präsidiums des Obersten Sowjets der Usbekischen Sozialistischen Sowjetrepublik.

## Leben
Achunbabajew, Sohn einer armen Bauernfamilie, besuchte eine mekteb (Elementarschule). Bereits als Junge musste er auf den Baumwollfeldern arbeiten. 1916 nahm er am antizaristischen Aufstand in Margilan teil. Achunbabajew wurde verhaftet und verbrachte zwei Monate im Gefängnis. Von 1918 bis 1920 kämpfte er in der Roten Armee. 1920/1921 war er Vorsitzender des Sowjets der Dorfarmen in Margilan. 1921 trat er der Kommunistischen Partei Russlands (Bolschewiki) bei. Achunbabajew nahm aktiv am Kampf gegen die konterrevolutionären Basmatschi teil. Von 1921 bis 1924 war er Mitglied des Präsidiums des Exekutivkomitees der Oblast Fergana.
Auf dem Gründungskongress der Kommunistischen Partei Usbekistans (Bolschewiki) wurde er im Februar 1925 in das ZK und in das Büro des ZK gewählt. Von Februar 1925 bis Juli 1938 war Achunbabajew Vorsitzender des Zentralexekutivkomitees der Usbekischen SSR, anschließend bis zu seinem Tode Vorsitzender des Präsidiums des Obersten Sowjets der Usbekischen SSR.
Ab 1937 war er auch Mitglied des Obersten Sowjets der UdSSR.
Achunbabajew wurde mit dem Leninorden und dem Rotbannerorden ausgezeichnet.